# NGC 608
NGC 608是三角座的一個透鏡狀星系。NGC 608由天文学家約翰·赫歇爾于1827年11月22日发现，距离银河系约2.3亿光年，直径约为130,000光年。